# 5430 Luu
5430 Luu eller 1988 JA1 är en asteroid i huvudbältet som upptäcktes den 12 maj 1988 av det amerikanska astronom paret Eugene M. och Carolyn S. Shoemaker vid Palomar-observatoriet. Den är uppkallad efter den vietnamesisk/amerikansk astronomen Jane X. Luu.
Asteroiden har en diameter på ungefär 6 kilometer och den tillhör asteroidgruppen Phocaea.